# Championnat de France féminin de handball 2007-2008
Navigation
Division 1F 2006-2007 Division 1F 2008-2009
Le championnat de France féminin de handball 2007-2008 est la cinquante-sixième édition de cette compétition. Le championnat de Division 1 est le plus haut niveau du championnat de France de ce sport. Douze clubs participent à la compétition. 
À la fin de la saison, le HB Metz métropole est désigné Champion de France, devançant Le Havre AC de 6 points et Issy-les-Moulineaux HBF de 8 points. Il s'agit du 15e titre de l'histoire du HB Metz métropole et son 5e consécutif. Le CA Béglais et le CS Vesoul Haute-Saône, relégués en Division 2, sont finalement accompagnés du Mérignac Handball, rétrogradé administrativement,.

## Clubs du championnat
Légende des couleurs
- Champion de France et qualifié pour la Ligue des champions 2007-2008
- Qualifié pour la Coupe d'Europe des vainqueurs de coupe 2007-2008
- Qualifié pour la Coupe EHF 2007-2008
- Qualifié pour la Coupe Challenge 2007-2008
- Promu de deuxième division

| Club                    | 2006-2007 | Entraîneur                   | Entraîneur | Salles                                 | Capacité |
| ----------------------- | --------- | ---------------------------- | ---------- | -------------------------------------- | -------- |
| HB Metz métropole       | 1er       | Sandor Rac                   |            | Palais omnisports Les Arènes           | 5000     |
| Le Havre AC Handball    | 2e        | Frédéric Bougeant            |            | Docks Océane                           | 3600     |
| US Mios Biganos         | 3e        | Emmanuel Mayonnade           |            | La Verrerie                            | 400      |
| Cercle Dijon Bourgogne  | 4e        | Elena Groposila Pierre Terzi | /          | Palais des sports Jean-Michel-Geoffroy | 3700     |
| Mérignac Handball       | 5e        | Thierry Vincent              |            | Salle Pierre de Coubertin              | 350      |
| Issy-les-Moulineaux HBF | 6e        | Arnaud Gandais               |            | Palais des sports Robert-Charpentier   | 1500     |
| CA Béglais              | 7e        | ?                            |            | Salle Duhourquet                       | 600      |
| HBC Nîmes               | 8e        | Manuela Ilie                 | /          | Le Parnasse                            | 3391     |
| ES Besançon             | 9e        | Jan Bašný                    |            | Palais des sports                      | 2900     |
| CJF Fleury-Les-Aubrais  | 10e       | Stéphane Nicol               |            | Salle Albert Auger Palais des sports   | 800 2500 |
| SC Angoulême            | 1er D2    | Daniela Petkovic             | ?          | Salle omnisports de la Grand Font      | 560      |
| CS Vesoul Haute-Saône   | 2e D2     | Cheikh Seck                  |            | Gymnase Jean-Jaurès                    | 600      |

## La saison

### Classement
| \| \| Équipe \| Pts \| J \| G \| N \| P \| Bp \| Bc \| Diff \| \| -- \| ----------------------- \| --- \| -- \| -- \| - \| -- \| --- \| --- \| ---- \| \| 1 \| HB Metz métropole T L \| 61 \| 22 \| 19 \| 1 \| 2 \| 719 \| 568 \| 151 \| \| 2 \| Le Havre AC \| 55 \| 22 \| 16 \| 1 \| 5 \| 611 \| 556 \| 55 \| \| 3 \| Issy-les-Moulineaux HBF \| 53 \| 22 \| 15 \| 1 \| 6 \| 611 \| 573 \| 38 \| \| 4 \| Cercle Dijon Bourgogne \| 48 \| 22 \| 12 \| 2 \| 8 \| 608 \| 558 \| 50 \| \| 5 \| HBC Nîmes \| 47 \| 22 \| 12 \| 1 \| 9 \| 631 \| 627 \| 4 \| \| 6 \| ES Besançon \| 44 \| 22 \| 10 \| 2 \| 10 \| 635 \| 620 \| 15 \| \| 7 \| US Mios Biganos \| 42 \| 22 \| 10 \| 0 \| 12 \| 639 \| 643 \| -4 \| \| 8 \| Mérignac Handball \| 39 \| 22 \| 8 \| 1 \| 13 \| 613 \| 661 \| -48 \| \| 9 \| SC Angoulême P \| 38 \| 22 \| 7 \| 2 \| 13 \| 617 \| 659 \| -42 \| \| 10 \| CJF Fleury-Les-Aubrais \| 38 \| 22 \| 7 \| 2 \| 13 \| 603 \| 626 \| -23 \| \| 11 \| CA Béglais \| 37 \| 22 \| 7 \| 1 \| 14 \| 577 \| 623 \| -46 \| \| 12 \| CS Vesoul Haute-Saône P \| 26 \| 22 \| 2 \| 0 \| 20 \| 587 \| 737 \| -150 \| | - Champion de France et qualifié pour la Ligue des champions (C1) - Qualifié pour la Coupe des coupes (C2) - Qualifié pour la Coupe de l'EHF (C3) - Qualifié pour la Coupe Challenge (C4) - Relégation en Division 2 - Rétrogradation administrative en Division 2 - T : Tenant du titre 2007 - P : Promu de Division 2 en début de saison - C : pas de Coupe de France en 2007-2008 - L : Vainqueur de la Coupe de la Ligue |     |    |    |   |    |     |     |      |
| | Équipe | Pts | J  | G  | N | P  | Bp  | Bc  | Diff |
| 1 | HB Metz métropole T L | 61  | 22 | 19 | 1 | 2  | 719 | 568 | 151  |
| 2 | Le Havre AC | 55  | 22 | 16 | 1 | 5  | 611 | 556 | 55   |
| 3 | Issy-les-Moulineaux HBF | 53  | 22 | 15 | 1 | 6  | 611 | 573 | 38   |
| 4 | Cercle Dijon Bourgogne | 48  | 22 | 12 | 2 | 8  | 608 | 558 | 50   |
| 5 | HBC Nîmes | 47  | 22 | 12 | 1 | 9  | 631 | 627 | 4    |
| 6 | ES Besançon | 44  | 22 | 10 | 2 | 10 | 635 | 620 | 15   |
| 7 | US Mios Biganos | 42  | 22 | 10 | 0 | 12 | 639 | 643 | -4   |
| 8 | Mérignac Handball | 39  | 22 | 8  | 1 | 13 | 613 | 661 | -48  |
| 9 | SC Angoulême P | 38  | 22 | 7  | 2 | 13 | 617 | 659 | -42  |
| 10 | CJF Fleury-Les-Aubrais | 38  | 22 | 7  | 2 | 13 | 603 | 626 | -23  |
| 11 | CA Béglais | 37  | 22 | 7  | 1 | 14 | 577 | 623 | -46  |
| 12 | CS Vesoul Haute-Saône P | 26  | 22 | 2  | 0 | 20 | 587 | 737 | -150 |

## Statistiques et récompenses

### Meilleures joueuses
À l'issue du championnat de France, les récompenses suivantes ont été décernées à la Nuit des Étoiles 2008 :
- Meilleur entraîneur : Manuela Ilie (HBC Nîmes)

- Meilleur gardienne : Amandine Leynaud (Metz Handball)
- Meilleur ailière gauche : Siraba Dembélé (Mérignac Handball)
- Meilleur arrière gauche : Mouna Chebbah (ES Besançon)
- Meilleur demi-centre : Karolina Siódmiak (Le Havre AC Handball)
- Meilleur pivot : Julie Goiorani (HBC Nîmes)
- Meilleur arrière droite : Stéphanie Fiossonangaye (Cercle Dijon Bourgogne)
- Meilleur ailière droite: Maakan Tounkara (Le Havre AC)

- Meilleure buteuse : Aline Silva dos Santos (Le Havre AC) avec 144 buts (6,5 par match)
- Meilleure passeuse : Myriam Borg-Korfanty (US Mios Biganos) avec 58 passes (2,8 par match)
- Meilleure gardienne : Marion Callavé (Mérignac Handball) avec 313 arrêts (14,23 par match)

### Meilleures buteuses
Au terme de la saison, les meilleures buteuses sont
| Rang | Joueuse                | Club                    | Buts | Matchs | Ratio |
| ---- | ---------------------- | ----------------------- | ---- | ------ | ----- |
| 1    | Aline Silva dos Santos | Le Havre AC             | 144  | 22     | 6,54  |
| 2    | Maureen Zuccaro        | US Mios Biganos         | 144  | 22     | 6,54  |
| 3    | Lenka Kysučanová       | Handball Metz Métropole | 141  | 22     | 6,41  |
| 4    | Aurèle Itoua-Atsono    | SC Angoulême            | 134  | 21     | 6,38  |
| 5    | Elodie Mambo N'Cho     | Mérignac Handball       | 125  | 21     | 5,95  |
| 6    | Adeline Gaschet        | SC Angoulême            | 127  | 22     | 5,77  |
| 7    | Sophie Herbrecht       | Issy-les-Moulineaux HBF | 127  | 22     | 5,77  |
| 8    | Mouna Chebbah          | Cergy-Pontoise          | 108  | 19     | 5,68  |
| 9    | Stéphanie Cano         | CA Béglais              | 115  | 21     | 5,47  |
| 10   | Alexandra Lacrabère    | CA Béglais              | 104  | 19     | 5,47  |

Remarque : Ce classement officiel ne tient pas compte des matchs en coupe de la Ligue, ni en coupe de France.

### Meilleures gardiennes de but
Au terme de la saison, les meilleures gardiennes de but sont :
| Rang | Joueuse               | Club                    | Ratio | Arrêts | Matchs |
| ---- | --------------------- | ----------------------- | ----- | ------ | ------ |
| 1    | Marion Callavé        | Mérignac Handball       | 14,23 | 313    | 22     |
| 2    | Stella Joseph-Mathieu | US Mios Biganos         | 14,00 | 308    | 22     |
| 3    | Laurence Maho         | CA Béglais              | 12,86 | 283    | 22     |
| 4    | Darly Zoqbi de Paula  | Le Havre AC Handball    | 12,15 | 243    | 20     |
| 5    | Cléopâtre Darleux     | Issy-les-Moulineaux HBF | 11,82 | 260    | 22     |
| 6    | Amandine Leynaud      | Handball Metz Métropole | 11,26 | 214    | 19     |
| 7    | Marie Moller          | SC Angoulême            | 10,37 | 197    | 19     |
| 8    | Nicky Houba           | HBC Nîmes               | 9,18  | 202    | 22     |
| 9    | Wendy Obein           | CJF Fleury-Les-Aubrais  | 8,95  | 170    | 19     |
| 10   | Anca Grosu            | ES Besançon             | 6,05  | 133    | 22     |

## Effectif du champion
L'effectif du Handball Metz Moselle Lorraine pour le championnat était composé de :
Gardiennes
- Amandine Leynaud
- Pauline Leythienne
- Linda Pradel

Joueuses de champ
- Marion Anti
- Céline Blard
- Hélène François
- Anne-Sophie Frau
- Delphine Guehl
- Vesna Horaček
- Nina Kanto
- Nimétigna Keita
- Lenka Kysučanová
- Katty Piejos
- Pavla Poznarová
- Martine Ringayen
- Christine Vanparys
- Marion Wachowiak
- Isabelle Wendling
- Klara Zachova

Entraineur
- Sandor Rac